# Microgaster sulcata
Microgaster sulcata är en stekelart som beskrevs av De Saeger 1944. Microgaster sulcata ingår i släktet Microgaster och familjen bracksteklar. Inga underarter finns listade i Catalogue of Life.